# Jan Pieter van Suchtelen
Jan Pieter van Suchtelen (Grave, 2 de agosto de 1751 - Estocolmo, 6 de enero de 1836), también conocido como Pyotr Kornilovich Suhtelen, nació en los Países Bajos, y fue un general en el ejército ruso durante la Guerra finlandesa. En 1812, Suchtelen fue representante plenipotenciario del emperador ruso Alejandro I en Örebro, donde negoció y firmó el Tratado de Örebro que  puso fin a la Guerra Anglo-Rusa (1807–1812). En ese tratado, entre sus títulos se incluyeron los de "General de ingenieros, General quarter-master, [y] miembro del consejo de Estado".
Nombrado conde de Liikkala, se incorporó a la nobleza de Finlandia, el país donde se ubicaba su principal propiedad.
Charlotte Disbrowe, la hija del diplomático británico sir Edward Cromwell Disbrowe, conoció a Suchtelen en Suecia en 1834 y lo mencionó en su biografía:

Entre los visitantes había olvidado mencionar al general Suchtelen, el ministro ruso, que había estado en Suecia desde tiempo inmemorial, y se suponía que había salido del Arca. Se le tenía en gran estima en la corte, de hecho se le permitieron privilegios no otorgados a otros diplomáticos, y como consecuencia mi padre tuvo algunas dificultades en obtener el puesto adecuado dado que él fue el ministro acreditado a la corte de St. James. El general Suchtelen tenía dos hermanos adjuntos como secretarios a su consulado, del nombre de Bodisko.